# Ciclismo nos Jogos Pan-Americanos de 2023 - Qualificação
Abaixo estão o sistema de classificação e as nações classificadas para o Ciclismo nos Jogos Pan-Americanos de 2023, programado para ser realizada em Santiago, Chile, de 21 de outubro a 5 de novembro de 2023. 

## Sistema de classificação
Um total de 283 ciclistas (142 homens e 141 mulheres) irão se classificar para competir. 187 irão se classificar para a estrada/pista, 36 para o mountain bike e 60 no BMX. Vários torneios e rankings foram utilizados para determinar os classificados. Uma nação pode inscrever até 34 atletas, sendo quatro no mountain bike (dois por gênero), seis no BMX (três por gênero), 18 na pista (nove por gênero) e seis na estrada (três por gênero). O Chile, como país-sede, recebeu automaticamente o número máximo de 34 vagas.
| Evento           | Masculino | Feminino | Total |
| ---------------- | --------- | -------- | ----- |
| BMX corrida      | 21        | 21       | 42    |
| BMX estilo livre | 9         | 9        | 18    |
| Mountain Bike    | 18        | 18       | 36    |
| Estrada+Pista    | 94        | 93       | 187   |
| Total de atletas | 142       | 141      | 283   |

## Linha do tempo
| Evento                                                     | Data                                   | Local                                |
| BMX                                                        | BMX                                    | BMX                                  |
| ---------------------------------------------------------- | -------------------------------------- | ------------------------------------ |
| Jogos Pan-Americanos Júnior de 2021                        | 25 de novembro - 5 de dezembro 2021    | Cali, Colômbia                       |
| Ranking individual da UCI (corrida)                        | 31 de dezembro de 2022                 | –                                    |
| Ranking individual da UCI (estilo livre)                   | 31 de maio de 2023                     | –                                    |
| Mountain Bike                                              |                                        |                                      |
| Jogos Pan-Americanos Júnior de 2021                        | 25 de novembro - 5 de dezembro 2021    | Cali, Colômbia                       |
| Jogos Sul-Americanos de 2022                               | 2 de outubro de 2022                   | Assunção, Paraguai                   |
| Campeonato Pan-Americano de Ciclismo Mountain Bike de 2023 | 26-30 de abril de 2023                 | Congonhas, Brasil                    |
| Jogos Centro-Americanos e do Caribe de 2023                | 23 de junho - 8 de julho de 2023       | San Salvador, El Salvador            |
| Estrada/Pista                                              |                                        |                                      |
| Jogos Pan-Americanos Júnior de 2021                        | 25 de novembro - 5 de dezembro de 2021 | Cali, Colômbia                       |
| Jogos Sul-Americanos de 2022                               | 1-15 de outubro de 2022                | Assunção, Paraguai                   |
| Campeonato Centro-Americano de Ciclismo de Estrada de 2022 | 14-16 de outubro de 2022               | Várias cidades, Costa Rica           |
| Campeonato do Caribe de Ciclismo de Estrada de 2022        | 21-23 de outubro de 2022               | Várias cidades, República Dominicana |
| Campeonato Pan-Americano de Ciclismo de Estrada de 2023    | 18-23 de abril de 2023                 | Panamá                               |
| Campeonato Pan-Americano de Ciclismo de Pista de 2023      | 14-18 de junho de 2023                 | San Juan, Argentina                  |
| Ranking da UCI                                             | 31 de março de 2023                    | –                                    |

## Sumário de classificação
Um total de 26 nações classificaram atletas até 18 de junho de 2023.
| Nação                               | BMX corrida | BMX corrida | BMX estilo livre | BMX estilo livre | Mountain bike | Mountain bike | Estrada/Pista | Estrada/Pista | Total     | Total    | Total | Total |
| Nação                               | Masculino   | Feminino    | Masculino        | Feminino         | Masculino     | Feminino      | Masculino     | Feminino      | Masculino | Feminino | Total |       |
| ----------------------------------- | ----------- | ----------- | ---------------- | ---------------- | ------------- | ------------- | ------------- | ------------- | --------- | -------- | ----- | ----- |
| ARG Argentina                       | 2           | 3           | 1                | 1                | 2             | 2             | 10            | 5             | 15        | 11       | 26    |       |
| ARU Aruba                           |             | 2           |                  |                  |               |               |               |               | 0         | 2        | 2     |       |
| BAR Barbados                        |             |             |                  |                  |               |               |               | 1             | 0         | 1        | 1     |       |
| BER Bermudas                        |             |             |                  |                  |               |               | 2             |               | 2         | 0        | 2     |       |
| BOL Bolívia                         | 2           | 2           |                  |                  |               |               |               |               | 2         | 2        | 4     |       |
| BRA Brasil                          | 2           | 2           | 1                | 1                | 2             | 2             | 5             | 7             | 10        | 12       | 22    |       |
| CAN Canadá                          | 2           | 2           |                  |                  | 2             | 2             | 11            | 11            | 15        | 15       | 30    |       |
| CHI Chile                           | 2           | 2           | 1                | 1                | 3             | 2             | 12            | 12            | 18        | 17       | 35    |       |
| COL Colômbia                        | 3           | 2           | 1                | 1                | 2             | 3             | 12            | 14            | 18        | 20       | 38    |       |
| CRC Costa Rica                      |             |             | 1                |                  | 2             | 1             | 3             | 3             | 6         | 4        | 10    |       |
| CUB Cuba                            |             |             |                  |                  |               |               |               | 2             | 0         | 2        | 2     |       |
| EAI Equipe de Atletas Independentes |             |             |                  |                  |               | 1             | 2             |               | 2         | 1        | 3     |       |
| ECU Equador                         | 2           | 2           |                  |                  |               |               | 2             | 1             | 4         | 3        | 7     |       |
| USA Estados Unidos                  | 2           | 2           | 1                | 1                |               | 2             | 9             | 11            | 12        | 16       | 28    |       |
| HON Honduras                        |             |             |                  |                  | 1             |               |               |               | 1         | 0        | 1     |       |
| JAM Jamaica                         |             |             |                  |                  |               |               |               | 2             | 0         | 2        | 2     |       |
| MEX México                          |             |             | 1                | 1                | 2             | 2             | 9             | 12            | 12        | 15       | 27    |       |
| PAN Panamá                          |             |             |                  |                  |               |               | 1             |               | 1         | 0        | 1     |       |
| PAR Paraguai                        |             |             |                  | 1                |               |               |               | 1             | 0         | 2        | 2     |       |
| PER Peru                            | 2           | 2           | 1                | 1                |               |               | 1             |               | 4         | 3        | 7     |       |
| PUR Porto Rico                      |             |             |                  |                  | 1             |               |               |               | 1         | 0        | 1     |       |
| DOM República Dominicana            |             |             |                  |                  |               |               | 1             | 1             | 1         | 1        | 2     |       |
| SUR Suriname                        |             |             |                  |                  |               |               | 2             | 1             | 2         | 1        | 3     |       |
| TTO Trinidad e Tobago               |             |             |                  |                  |               |               | 4             | 2             | 4         | 2        | 6     |       |
| URU Uruguai                         |             |             |                  |                  |               |               | 3             | 1             | 3         | 1        | 4     |       |
| VEN Venezuela                       | 2           |             | 1                | 1                |               |               | 4             | 6             | 7         | 7        | 14    |       |
| Total: 26 CONs                      | 21          | 21          | 9                | 9                | 18            | 18            | 94            | 93            | 142       | 141      | 283   |       |

## BMX

### Corrida
Será permitida a participação de no máximo 21 homens e 21 mulheres nos eventos de BMX corrida. O país-sede, Chile, recebeu automaticamente o limite de 4 vagas (2 homens e 2 mulheres), e todas as outras nações também podem classificar até dois atletas por evento. A classificação será realizada através dos Jogos Pan-Americanos Júnior de 2021 e do ranking da UCI de 31 de dezembro de 2022.

#### Masculino
| Evento                              | Vagas | Total de atletas | Classificados |
| ----------------------------------- | ----- | ---------------- | --- |
| País-sede                           | 2     | 2                | CHI Chile |
| Jogos Pan-Americanos Júnior de 2021 | 1     | 1                | Mateo Carmona Garcia (COL)                                                                                         |
| Ranking Mundial de Nações da UCI    | 2     | 18               | COL Colômbia USA Estados Unidos ARG Argentina BRA Brasil ECU Equador CAN Canadá VEN Venezuela BOL Bolívia PER Peru |
| Total                               |       | 21               | |

#### Feminino
| Evento                           | Vagas | Total de atletas | Classificados                                                                                                  |
| -------------------------------- | ----- | ---------------- | --- |
| País-sede                        | 2     | 2                | CHI Chile |
| 2021 Junior Pan American Games   | 1     | 1                | Agustina Cavalli (ARG)                                                                                         |
| Ranking Mundial de Nações da UCI | 2     | 18               | COL Colômbia USA Estados Unidos BRA Brasil CAN Canadá ECU Equador ARU Aruba ARG Argentina BOL Bolívia PER Peru |
| Total                            |       | 21               | |

### Estilo livre
Será permitida a participação de no máximo 9 homens e 9 mulheres nos eventos de BMX estilo livre. O país-sede, Chile, recebeu automaticamente o limite de 2 vagas (1 homem e 1 mulher), e todas as outras nações também podem classificar até um atleta por evento. A classificação será realizada através do ranking da UCI de 31 de maio de 2023.

#### Masculino
| Evento                 | Vagas | Classificado                                                                                              |
| ---------------------- | ----- | --- |
| País-sede              | 1     | CHI Chile                                                                                                 |
| Ranking mundial da UCI | 8     | USA Estados Unidos ARG Argentina CRC Costa Rica VEN Venezuela BRA Brasil MEX México PER Peru COL Colômbia |
| Total                  | 9     | |

#### Feminino
| Evento                 | Vagas | Classificado                                                                                            |
| ---------------------- | ----- | --- |
| País-sede              | 1     | CHI Chile                                                                                               |
| Ranking mundial da UCI | 8     | USA Estados Unidos COL Colômbia ARG Argentina BRA Brasil VEN Venezuela PER Peru PAR Paraguai MEX México |
| Total                  | 9     | |

## Mountain bike
Será permitida a participação de no máximo 18 homens e 18 mulheres nos eventos de ciclismo mountain bike. O país-sede, Chile, recebeu automaticamente o limite de 4 vagas (2 homens e 2 mulheres), e todas as outras nações também podem classificar até dois atletas por evento. A classificação será realizada através de quatro torneios.

### Masculino
| Evento                                      | Vagas | Classificado |
| ------------------------------------------- | ----- | --- |
| País-sede                                   | 2     | CHI Chile CHI Chile |
| Jogos Pan-Americanos Júnior de 2021         | 1     | Martin Vidaurre Kossmann (CHI) |
| Jogos Sul-Americanos de 2022                | 1     | BRA Brasil |
| Campeonato Pan-Americano de 2023            | 13    | MEX México CAN Canadá ARG Argentina BRA Brasil CAN Canadá COL Colômbia PUR Porto Rico CRC Costa Rica COL Colômbia ARG Argentina HON Honduras MEX México CRC Costa Rica |
| Jogos Centro-Americanos e do Caribe de 2023 | 1     | |
| Total                                       | 18    | |

### Feminino
| Evento                                      | Vagas | Classificado |
| ------------------------------------------- | ----- | --- |
| País-sede                                   | 2     | CHI Chile CHI Chile |
| Jogos Pan-Americanos Júnior de 2021         | 1     | Angie Milena Lara Zarazo (COL) |
| Jogos Sul-Americanos de 2022                | 1     | BRA Brasil |
| Campeonato Pan-Americano de 2023            | 13    | USA Estados Unidos USA Estados Unidos MEX México CAN Canadá BRA Brasil COL Colômbia MEX México CAN Canadá CRC Costa Rica ARG Argentina COL Colômbia ARG Argentina EAI Equipe de Atletas Independentes |
| Jogos Centro-Americanos e do Caribe de 2023 | 1     | |
| Total                                       | 18    | |

## Estrada/Pista
Será permitida a participação de no máximo 94 homens e 93 mulheres no total dos eventos de ciclismo de pista e de estrada. O país-sede, Chile, recebeu automaticamente o limite de 24 vagas (12 homens e 12 mulheres), e todas as outras nações também podem classificar até 24 ciclistas. A classificação foi realizada através de seis torneios e do ranking da UCI de 31 de março de 2023.

### Pista

#### Masculino
Velocidade por equipes
| Evento                   | Vaga(s) | CON classificado                                    | Atletas por NOC |
| ------------------------ | ------- | --------------------------------------------------- | --------------- |
| País-sede                | 1       | CHI Chile                                           | 3               |
| Jogos Sul-Americanos     | 1       | COL Colômbia                                        | 3               |
| Ranking Pan-Americano    | 1       | CAN Canadá                                          | 3               |
| Campeonato Pan-Americano | 3       | TTO Trinidad e Tobago MEX México USA Estados Unidos | 3               |
| Total                    | 6       |                                                     | 18              |

Velocidade individual
| Evento                              | Vaga(s) | CON classificado                                                                      | Atletas por NOC |
| ----------------------------------- | ------- | ------------------------------------------------------------------------------------- | --------------- |
| Equipes de velocidade classificadas | 12      | CHI Chile COL Colômbia CAN Canadá TTO Trinidad e Tobago MEX México USA Estados Unidos | Até 2*          |
| Jogos Pan-Americanos Júnior         | 1       | Cristian Ortega (COL)                                                                 | 1               |
| Jogos Sul-Americanos                | 1       | ARG Argentina                                                                         | 1               |
| Ranking Pan-Americano               | 1       | VEN Venezuela*                                                                        | 1               |
| Campeonato Pan-Americano            | 2       | SUR Suriname BRA Brasil                                                               | 1               |
| Total                               | 17      |                                                                                       | 5               |

- As vagas das equipes de velocidade não adicionam atletas adicionais e não são incluídas no total.
- A vaga do ranking foi realocada após a classificação de Trinidad e Tobago para a prova de velocidade por equipes.

Keirin
| Evento                              | Vaga(s) | CON classificado                                                                      | Atletas por NOC |
| ----------------------------------- | ------- | ------------------------------------------------------------------------------------- | --------------- |
| Equipes de velocidade classificadas | 6       | CAN Canadá CHI Chile COL Colômbia TTO Trinidad e Tobago MEX México USA Estados Unidos | 1*              |
| Jogos Pan-Americanos Júnior         | 1       | Cristian Ortega (COL)*                                                                | 1               |
| Jogos Sul-Americanos                | 1       | ARG Argentina                                                                         | 1               |
| Ranking Pan-Americano               | 1       | VEN Venezuela*                                                                        | 1               |
| Campeonato Pan-Americano            | 2       | SUR Suriname BRA Brasil                                                               | 1               |
| Total                               | 11      |                                                                                       | 4               |

- As vagas das equipes de velocidade não adicionam atletas adicionais e não são incluídas no total.
- Cristian David Ortega Fontalvo já estava classificado para a velocidade individual, e seu total de atleta não está incluído no keirin.
- A vaga do ranking foi realocada após a classificação de Trinidad e Tobago para a prova de velocidade por equipes.

Perseguição por equipes
| Evento                   | Vagas(s) | CON classificado                            | Atletas por CON |
| ------------------------ | -------- | ------------------------------------------- | --------------- |
| País-sede                | 1        | CHI Chile                                   | 4               |
| Jogos Sul-Americanos     | 1        | COL Colômbia                                | 4               |
| Ranking Pan-Americano    | 1        | CAN Canadá                                  | 4               |
| Campeonato Pan-Americano | 3        | USA Estados Unidos MEX México ARG Argentina | 4               |
| Total                    | 6        |                                             | 24              |

Madison
| Evento                   | Vagas(s) | CON classificado                   | Atletas por CON |
| ------------------------ | -------- | ---------------------------------- | --------------- |
| País-sede                | 1        | CHI Chile                          | 2               |
| Jogos Sul-Americanos     | 1        | ARG Argentina                      | 2               |
| Ranking Pan-Americano    | 1        | USA Estados Unidos                 | 2               |
| Campeonato Pan-Americano | 3        | MEX México CAN Canadá COL Colômbia | 2               |
| Total                    | 6        |                                    | 12              |

Omnium
| Evento                               | Vagas(s) | CON classificado                                                              | Atletas por CON |
| ------------------------------------ | -------- | ----------------------------------------------------------------------------- | --------------- |
| Equipes de perseguição classificadas | 6        | CHI Chile COL Colômbia CAN Canadá USA Estados Unidos MEX México ARG Argentina | 1*              |
| Jogos Pan-Americanos Júnior          | 1        | Anderson Arboleda Ruiz (COL)                                                  | 1               |
| Jogos Sul-Americanos                 | 1        | PER Peru*                                                                     | 1               |
| Ranking Pan-Americano                | 1        | TTO Trinidad e Tobago*                                                        | 1               |
| Campeonato Pan-Americano             | 2        | BRA Brasil VEN Venezuela                                                      | 1               |
| Total                                | 11       |                                                                               | 5               |

- As vagas das equipes de perseguição não adicionam atletas adicionais e não estão incluídas no total.
- As vagas do ranking e dos Jogos Sul-Americanos foram realocadas, visto que Estados Unidos e Argentina classificaram equipes para a prova de perseguição.

### Estrada
| Evento                                           | Vaga(s) | CON classificado |
| ------------------------------------------------ | ------- | --- |
| País-sede (corrida em estrada)                   | 2       | CHI Chile CHI Chile |
| País-sede (contra o relógio)                     | 1       | CHI Chile |
| Campeonato Centro-Americano (corrida em estrada) | 1       | GUA Guatemala |
| Campeonato do Caribe                             | 1       | DOM República Dominicana |
| Jogos Pan-Americanos Júnior (corrida em estrada) | 1       | Gabriel Francisco Rojas Campos (CRC) |
| Jogos Pan-Americanos Júnior (contra o relógio)   | 1       | Victor Alejandro Ocampo Giraldo (COL) |
| Campeonato Pan-Americano (corrida em estrada)    | 13      | CAN Canadá ARG Argentina CAN Canadá URU Uruguai ECU Equador BRA Brasil CRC Costa Rica EAI Equipe de Atletas Independentes BRA Brasil CRC Costa Rica VEN Venezuela URU Uruguai BER Bermudas |
| Campeonato Pan-Americano (contra o relógio)      | 6       | COL Colômbia BER Bermudas URU Uruguai PAN Panamá ARG Argentina ECU Equador |
| Total                                            | 26      | |

### Feminino
Velocidade por equipes
| Evento                   | Vaga(s) | CON classificado                            | Atletas por NOC |
| ------------------------ | ------- | ------------------------------------------- | --------------- |
| País-sede                | 1       | CHI Chile                                   | 3               |
| Jogos Sul-Americanos     | 1       | COL Colômbia                                | 3               |
| Ranking Pan-Americano    | 1       | CAN Canadá                                  | 3               |
| Campeonato Pan-Americano | 3       | MEX México USA Estados Unidos ARG Argentina | 3               |
| Total                    | 6       |                                             | 18              |

Velocidade individual
| Evento                              | Vaga(s) | CON classificado                                                              | Atletas por NOC |
| ----------------------------------- | ------- | ----------------------------------------------------------------------------- | --------------- |
| Equipes de velocidade classificadas | 12      | CHI Chile COL Colômbia CAN Canadá MEX México USA Estados Unidos ARG Argentina | Até 2*          |
| Jogos Pan-Americanos Júnior         | 1       | Marianis Salazar Sanchez (COL)                                                | 1               |
| Jogos Sul-Americanos                | 1       | VEN Venezuela                                                                 | 1               |
| Ranking Pan-Americano               | 1       | JAM Jamaica                                                                   | 1               |
| Campeonato Pan-Americano            | 2       | BRA Brasil CRC Costa Rica                                                     | 1               |
| Total                               | 17      |                                                                               | 5               |

- As vagas das equipes de velocidade não adicionam atletas adicionais e não são incluídas no total.

Keirin
| Evento                              | Vaga(s) | CON classificado                                                              | Atletas por NOC |
| ----------------------------------- | ------- | ----------------------------------------------------------------------------- | --------------- |
| Equipes de velocidade classificadas | 6       | CHI Chile COL Colômbia CAN Canadá MEX México USA Estados Unidos ARG Argentina | 1*              |
| Jogos Pan-Americanos Júnior         | 1       | Marianis Salazar Sanchez (COL)*                                               | 1               |
| Jogos Sul-Americanos                | 1       | VEN Venezuela                                                                 | 1               |
| Ranking Pan-Americano               | 1       | JAM Jamaica                                                                   | 1               |
| Campeonato Pan-Americano            | 2       | BRA Brasil SUR Suriname                                                       | 1               |
| Total                               | 11      |                                                                               | 4               |

- As vagas das equipes de velocidade não adicionam atletas adicionais e não são incluídas no total.
- Marianis Salazar Sanchez já estava classificada para a velocidade individual, e seu total de atleta não está incluído no keirin.

Perseguição por equipes
| Evento                   | Vaga(s) | CON classificado                            | Atletas por NOC |
| ------------------------ | ------- | ------------------------------------------- | --------------- |
| País-sede                | 1       | CHI Chile                                   | 4               |
| Jogos Sul-Americanos     | 1       | COL Colômbia                                | 4               |
| Ranking Pan-Americano    | 1       | CAN Canadá                                  | 4               |
| Campeonato Pan-Americano | 3       | MEX México USA Estados Unidos VEN Venezuela | 4               |
| Total                    | 6       |                                             | 24              |

Madison
| Evento                   | Vaga(s) | CON classificado                 | Atletas por NOC |
| ------------------------ | ------- | -------------------------------- | --------------- |
| País-sede                | 1       | CHI Chile                        | 2               |
| Jogos Sul-Americanos     | 1       | COL Colômbia                     | 2               |
| Ranking Pan-Americano    | 1       | USA Estados Unidos               | 2               |
| Campeonato Pan-Americano | 3       | CAN Canadá MEX México BRA Brasil | 2               |
| Total                    | 6       |                                  | 12              |

Omnium
| Evento                               | Vaga(s) | CON classificado                                                              | Atletas por NOC |
| ------------------------------------ | ------- | ----------------------------------------------------------------------------- | --------------- |
| Equipes de perseguição classificadas | 6       | CHI Chile COL Colômbia CAN Canadá MEX México USA Estados Unidos ARG Argentina | 1*              |
| Jogos Pan-Americanos Júnior          | 1       | Lina Marcela Hernández Gomez (COL)                                            | 1               |
| Jogos Sul-Americanos                 | 1       | BRA Brasil                                                                    | 1               |
| Ranking Pan-Americano                | 1       | BAR Barbados                                                                  | 1               |
| Campeonato Pan-Americano             | 2       | TTO Trinidad e Tobago ARG Argentina                                           | 1               |
| Total                                | 11      |                                                                               | 4               |

- Lina Marcela Hernández Gomez já havia se classificado nos eventos femininos de ciclismo em estrada, então sua vaga não foi contada para o total do Omnium.

### Estrada
| Evento                                           | Vaga(s) | CON classificado |
| ------------------------------------------------ | ------- | --- |
| País-sede (corrida em estrada)                   | 2       | CHI Chile CHI Chile |
| País-sede (contra o relógio)                     | 1       | CHI Chile |
| Campeonato Centro-Americano                      | 1       | CRC Costa Rica |
| Campeonato do Caribe                             | 1       | CUB Cuba |
| Jogos Pan-Americanos Júnior (corrida em estrada) | 1       | Yareli Acevedo Mendoza (MEX) |
| Jogos Pan-Americanos Júnior (contra o relógio)   | 1       | Lina Marcela Hernandez Gomez (COL) |
| Campeonato Pan-Americano (corrida em estrada)    | 13      | USA Estados Unidos CAN Canadá COL Colômbia BRA Brasil COL Colômbia MEX México BRA Brasil CRC Costa Rica CUB Cuba URU Uruguai DOM República Dominicana ARG Argentina ECU Equador |
| Campeonato Pan-Americano (contra o relógio)      | 6       | USA Estados Unidos CAN Canadá PAR Paraguai TTO Trinidad e Tobago COL Colômbia MEX México                                                                                        |
| Total                                            | 26      | |